# Heroes of Might and Magic IV: Winds of War
Heroes of Might and Magic IV: Winds of War – jest drugim oficjalnym dodatkiem do gry Heroes of Might and Magic IV stworzony przez New World Computing, wydany w roku 2003 przez firmę The 3DO Company.

## Fabuła
Akcja Winds of War osadzona została w dużym królestwie, Channon, położonym na północnym kontynencie krainy Axeoth's, którego niezwykle bogata stolica stała się celem ataku pięciu armii inwazyjnych, łaknących owych bogactw. Gracz może objąć dowodzenie nad tymi pięcioma armiami - dla każdej z nich przygotowano inną kampanię prowadzącą do zajęcia stolicy królestwa Channon.

## Zmiany
Gracz ma do dyspozycji sześć nowych kampanii, nowe lokacje (Goblińska Zbrojownia, Zakon Czarnej Magii, Leże Gargantuan, Sanktuarium Mrocznego Czempiona, Warsztat Oblężniczy i Zagroda Bestii), kilka nowych artefaktów, zmiany zaszły również w edytorze, dodano nową ścieżkę muzyczną w ekranie głównym gry, pięcioro nowych grywalnych bohaterów, cztery nowe jednostki (Katapulta, Dziki zębacz, Demosmok i Gargantuan), czterdzieści nowych map, z których wiele stworzyli sami fani gry.

## Kampanie
- Podbić cały Świat:

Spazz Maticus objął koronę po swoim ojcu, który zmarł w dość tajemniczych okolicznościach. Spazz zawsze miał dalekosiężne plany, narażając się często na gniew ojca, zadowalającego się władaniem niewielką krainą. Teraz jednak nikt nie stanie mu na przeszkodzie... nadeszła pora, by świat padł przed nim na kolana!
- Barbarzyńskie hordy

Mongo to najstarszy bratanek (i potencjalny następca) króla Bolingara, najpotężniejszego z trzech braci władających północnymi krainami. Młody barbarzyńca musi wreszcie wykazać się czynami, których nie powstydziliby się jego wielcy przodkowie. Jego celem będzie bogate miasto Rylos!
- Najwspanialszy z Żyjących

Ponoć w królestwie Channon zgłębiono tajemnicę nieśmiertelności, jednak zazdrośni kapłani Życia niechętnie dzielą się tą wiedzą z obcymi. Mysterio Wspaniały, potężny mag władający królestwem Qassar, wyrusza w podróż, by wydrzeć sekret wiecznego życia, niezależnie od konsekwencji swego czynu.
- Co za dużo, to niezdrowo:

Yrats Sippih ma już serdecznie dość ludzkiego braku szacunku dla Natury. Wszelkie zabiegi dyplomatyczne zawiodły. Yrats, Strażnik swojego leśnego królestwa, po prostu nie ma wyboru - musi rozprawić się z wandalami i zwrócić ich ziemie Przyrodzie.
- Marsz umarłych

„Tak wielu żywych, a tak mało czasu” - oto największa bolączka Barona Von Tarkina. Po długich dziesięcioleciach sprawowania władzy w swym niewielkim królestwie znudzony Baron postanawia oczyścić świat z istot żywych, wcielając je do swojej armii nieumarłych. Jego pierwszym
celem będzie kraina kapłanów życia, którzy stanowià największe zagrożenie dla jego królestwa... Śmierci.
- Ostatni bastion

Po przemierzeniu (i podbiciu) niemal wszystkich prowincji leżących na drodze do stolicy każdy z pięciu władców dowiaduje się o zamiarach pozostałych. Ostatnia kampania rozgrywa się na jednej mapie, a pięciu wodzów stoczy decydującą bitwę, w której stawką jest tron królestwa Channon.

## Odbiór
Dodatek zebrał dość negatywne recenzje. Głównym zarzutem krytyków były niewielkie zmiany względem podstawowej gry oraz co za tym idzie wysoka cena w porównaniu do oferowanej treści.

## Polska wersja językowa
Reżyseria: Joanna Wizmur 
Narrator: Adam Bauman